# Acacia huarango
Acacia huarango é uma espécie de leguminosa do gênero Acacia, pertencente à família Fabaceae.